# St. Stefan, Trg
St. Stefan je naselje v Občini Trg v Okraju Trg na Koroškem v Avstriji.